# Horia Sima
Horia Sima (Făgăraş, Imperio austrohúngaro, 3 de julio de 1906-Madrid, España, 29 de noviembre de 1993) fue un político rumano, estrecho colaborador del líder fascista Corneliu Zelea Codreanu y su sucesor como jefe de la Guardia de Hierro.

## Orígenes de Sima
Hijo de una humilde familia campesina transilvana, desde joven recibió una fervorosa instrucción moral cristiana. Su padre murió en la guerra en 1917 cuando Sima sólo tenía 9 años. Su madre, Andrada Sima murió al año siguiente, quedando su único hijo huérfano. Fue adoptado por su tía Elena y llevado a Bucarest, donde a los 25 años egresó de la Facultad de Letras y Filosofía de la Universidad de Bucarest. Allí se puso en contacto con grupos nacionalistas y desde los veinte años comenzó a frecuentarlos. Ya en 1928 era un miembro activo de la "Legión del Arcángel San Miguel", una organización ultranacionalista, antisemita y anticomunista, dirigida por el "Capitán" Corneliu Zelea Codreanu. Hasta la detención de los principales cabecillas de la organización diez años después pasa prácticamente desapercibido, aunque fuese un elemento eficaz en la misma.

## Los años de persecución
En diciembre de 1930, la Legión de Codreanu es declarada ilegal y sus legionarios son arrestados. Horia Sima es llevado a prisión, donde sufre tratos degradantes que, al salir a la luz, degradarán a su vez la imagen del Consejo de Ministros. Es acusado de traición y de incitar al caos, pero en febrero de 1931 es absuelto. 
Desde 1931 se vuelve uno de los dirigentes de la organización fascista de Codreanu, la "Guardia de Hierro". Participa en la campaña del "Grupo de Corneliu Zelea Codreanu" para las elecciones parlamentarias donde varios guardistas, entre ellos Codreanu, son electos.
El 1 de julio de 1933 la Guardia de Hierro es declarada ilegal, por lo que Horia Sima, Codreanu, Cazanache, Lupulescu y otros guardistas deben abandonar Bucarest. En 1935, Codreanu regresa a la vida pública rumana fundando "Todo por la Patria", el partido político de la Guardia de Hierro, que obtiene un 18% de las preferencias en las elecciones de 1937.

### La dictadura real: el rey contra los legionarios
El 18 de febrero de 1938, ante un escenario europeo bastante poco prometedor para la democracia, el rey Carol II abole la constitución, declara ilegales todos los partidos políticos y se hace con el poder absoluto en Rumanía a través de un gabinete real. El 28 de abril, casi todos los líderes legionarios son arrestados. Codreanu es declarado culpable de traición y condenado a diez años de trabajos forzados.  Al ser detenidos casi todos los dirigentes más notables de la formación empezaron a cobrar importancia otros menos significados, algunos orígenes provincianos y menos conocidos de la policía capitalina. Entre ellos se encontraba Sima, profesor de Lengua y Filosofía de un liceo del Banato y natural del sur de Transilvania.
Sima destaca pronto como conocedor del movimiento en el país, dinámico organizador y eficaz contacto entre la dirección menguada en la capital y las provincias, favorable a atacar al gobierno por sus acciones. A los partidarios de esta postura les favorece el triunfo alemán ante Checoslovaquia en septiembre de 1938 (véase Acuerdos de Múnich). En noviembre, coincidiendo con la gira del rey por las capitales de las grandes potencias occidentales, desencadenan una ola de atentados, algunos de carácter antisemita.
El rey, intimidado por las amenazas de Hitler y deseoso de mantener el control del país en sus manos, ordena a Călinescu la eliminación de Codreanu y el resto de dirigentes de la Guardia encarcelados sin esperar a su regreso al país. El 30 de noviembre, tras el intento de asesinato del rector de la Universidad de Cluj, familiar del primer ministro Armand Calinescu, por parte de unos legionarios (hecho que Sima trató de impedir),  Codreanu y otros dirigentes legionarios son asesinados en prisión.
Horia Sima y el resto de los pocos dirigentes legionarios y guardistas que no han sido asesinados o arrestados conspiran contra el gobierno dictatorial de Carol II. Se refuerza el ala radical de la agrupación con Sima a la cabeza mientras que muchos de los detenidos reniegan de su militancia y se acogen a la amnistía real de noviembre. A comienzos de diciembre el asesinato de su caudillo hace que más de 300 miembros se sometan al rey.
En noviembre de 1938 y febrero de 1939 comenzaron a huir algunos Legionarios a Alemania. Tras ocupación total de los territorios checos en marzo las rutas de huida se perfeccionaron y se formó una dirección colegiada en Berlín en mayo a la que se unió Sima. El movimiento en Rumanía, sin embargo, se encontraba en el caos, duramente perseguido por la policía. En el invierno de 1938-1939 esta descubrió varios planes de atentados de la Guardia contra el rey y Călinescu.
En septiembre de 1939 un grupo de seis legionarios consiguen asesinar al primer ministro Călinescu, desatándose una cruenta represalia real que acaba con la vida de 252 legionarios presos. Sima se había desplazado desde Alemania para coordinar el ataque.

## Reconciliación con Carol y entrada en el gobierno
Ante el creciente poder de Alemania en la región tras derrota de Polonia y el miedo a un posible ataque soviético el gobierno decide tratar de acercarse a aquella. Uno de los pasos que decide tomar es la reconciliación con la Guardia, que es considerada en Rumanía una formación con pleno respaldo alemán. En marzo de 1940 Carol logra el acuerdo con los dirigentes que se hallan aún el país y en el 26 de abril de 1940 les otorga una amnistía. Los principales dirigentes, sin embargo, se encuentran en Alemania agrupados alrededor de Sima. Este exige en mayo a la delegación rumana que lo visita la alianza con el Eje como condición para la reconciliación con el rey. Las victorias alemanas facilitan el acuerdo y a finales de mes Sima regresa a Rumanía.
El 13 de junio de 1940 Sima acepta una reconciliación total con el monarca y este acepta las propuestas de aquel para reformar el Frente de Renacimiento Nacional que se convierte en el Partido de la Nación, en el que se integra la Guardia. El 28 de junio de 1940 Sima entra en el gobierno junto otros dos miembros de la Guardia.

### La guerra mundial y la abdicación del rey
En junio de 1940 Rumanía se retira de la Sociedad de Naciones. Durante la Segunda Guerra Mundial, Carol II accede a las presiones de Alemania y Hungría, debiendo ceder a esta última el norte de  Transilvania (Segundo arbitraje de Viena). Anteriormente había tenido que ceder Besarabia,  Bucovina del Norte y Herta a la Unión Soviética en junio, ante el ultimátum soviético.
El 3 de septiembre de 1940 la Guardia trata de dar una golpe de Estado en Bucarest, Braşov y Constanza. Triunfante en las provincias, fracasa en la capital, pero desencadena grandes manifestaciones. El rey se ve obligado a acudir al general Antonescu que, aunque crítico con el monarca, es el único que puede asegurarle el control del ejército, necesario para mantenerse en poder. Antonescu le concede su apoyo a la vez que exige su abdicación. El 6 de septiembre de 1940 el rey cede y parte al exilio junto a su amante en un tren cargado de objetos de valor. Su hijo Miguel I es nombrado sucesor.

## Efímeramente en el poder

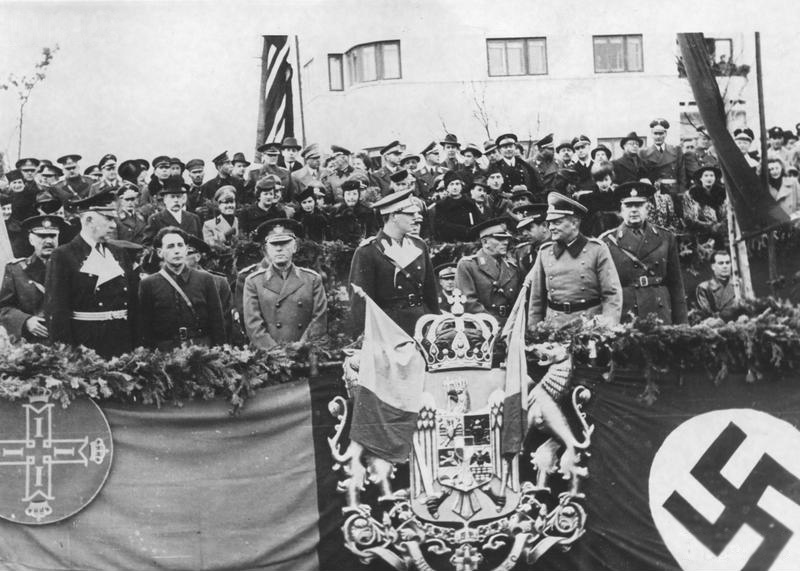
Sima, tercero por la izquierda, entre el embajador alemán Wilhelm Fabricius (de uniforme oscuro) y el general Ion Antonescu durante la celebración de la adhesión rumana al Pacto Tripartito.

El 14 de septiembre de 1940 un decreto real instaura el Estado Nacional Legionario (fascista), basado en los principios ultranacionalistas de Codreanu, con  Antonescu como conducator (caudillo) y Sima como Comandante del Movimiento Legionario y vicepresidente de gobierno.  El equilibrio entre el conservador militarista Antonescu y los fascistas de Sima es precario. Pronto Antonescu les reprocha los "excesos" (ataques a judíos y opositores, robos, corrupción, saqueos...). La mayoría de los ministerios clave quedan en manos militares, a excepción del de interior.
Se pone en marcha una política nacionalista extrema de "rumanización", expropiándose propiedades de judíos y extranjeros, a menudo por intereses particulares. La educación es filtrada por la Legión, expulsándose a estudiantes hostiles al régimen y amedrentándose a los profesores. Los adversarios políticos son perseguidos. Sima intenta incluso reformar el ejército, introduciendo la elección de oficiales y la educación política (nacionalista), lo que alarma a Antonescu.
A finales de noviembre, legionarios asesinan a sesenta y cuatro opositores políticos presos en la prisión de Jilava cerca de Bucarest, a los que habían acusado de crímenes contra la Legión. Al día siguiente, intentan secuestrar a destacados políticos, asesinando a dos de ellos en el intento (entre los que se cuenta el conservador Nicolae Iorga). Antonescu interviene ante un azorado Sima para detener los desmanes de los legionarios. La crisis entre conservadores y radicales se salva solo por la intervención del representante alemán. Ante las peticiones de algunos legionarios de poner fin a la violencia desatada, el propio Sima se había mostrado impotente para hacerlo.
En enero se intensifica la campaña de descrédito de Antonescu mantenida por los legionarios. Éste regresa de una visita a Hitler en la que le manifiesta la incapacidad de seguir gobernando junto a la Guardia y disuelve los comités de «rumanización», fuente de gran poder para los legionarios. Dos días más tarde, aprovechando el asesinato de un oficial alemán, destituye al ministro de Interior y al jefe de la policía, legionario, sustituyéndolos por militares de su confianza. Los prefectos de policía son pronto reemplazados por personas afectas a Antonescu.
Las manifestaciones de protesta por la destitución del ministro de Interior se convierten en disturbios al enfrentarse los manifestantes con las tropas. Se extienden los combates y hay decenas de muertos, muchos de ellos judíos brutalmente asesinados. La Guardia aprovecha los combates para entregarse al saqueo.
Durante dos días perdura la lucha, contando Sima con el representante del servicio secreto alemán, que será más tarde relevado, mientras que oficialmente los alemanes apoyan a Antonescu. El 23 de enero de 1941 Antonescu vence y la resistencia de la Guardia se derrumba. El 15 de febrero de 1941, el Estado Legionario queda abolido.

## Gobierno títere y exilio
Horia Sima y otros dirigentes lograron salir del país gracias a la colaboración de algunos representantes alemanes en Rumanía. En Alemania, se les internó —en condiciones relativamente favorables— en diversos campos de concentración. Antonescu rechazó su propuesta de reconciliación realizada desde Alemania a finales de marzo de 1941, lo que puso fin a la relación entre ambos. Aun así, los alemanes mantuvieron a los dirigentes legionarios como posible alternativa al general.
A comienzos de 1943, las autoridades alemanas, interesadas en presionar a Antonescu en las negociaciones económicas bilaterales, permitieron la fuga de Sima a Italia. Una vez que Antonescu redujo sus exigencias a los alemanes, la Gestapo obtuvo rápidamente la devolución de Sima y lo devolvió al campo de concentración de donde se le había permitido escapar.
Tras el cambio de bando de Rumanía el 23 de agosto de 1944, los nazis instalaron precipitadamente a Sima —liberado como sus compañeros de los campos de concentración— como jefe de un Gobierno en el exilio en Viena al día siguiente. En realidad, dado el deseo alemán de crear un Gobierno de coalición y la dificultad de encontrar aliados para Sima, el Gobierno solo se estableció verdaderamente el 10 de diciembre. A pesar de las promesas de los legionarios de organizar unos sesenta u ochenta mil guerrilleros en Rumanía, esto resultó imposible. El Gobierno Nacional Rumano nunca llegó a controlar territorio rumano y se limitó a hacer llamamientos al levantamiento de la población contra el rey. Sima ayudó a reclutar soldados rumanos entre los prisioneros de guerra que debían regresar a sus unidades en Rumanía y fomentar la revuelta. Un regimiento legionario combatió además contra los soviéticos en Stettin al final de la guerra. Ante el avance soviético, Sima abandonó Viena en abril de 1945 y pasó a Alt-Aussee. Más tarde, pasó a la clandestinidad. Desaparece con documentación falsa y emprende una huida de más de un año, atravesando Europa hasta llegar a España.
Terminada la Segunda Guerra Mundial, Horia Sima se instaló en España, donde fue un destacado apoyo extranjero para el régimen de Franco, que a su vez dio cobertura a las actividades y a numerosos activistas ultranacionalistas y filofascistas del Este de Europa, que así pudieron eludir sus responsabilidades derivadas de sus acciones en la Segunda Guerra Mundial en sus respectivos países. En 1949 renegó del Gobierno vienés de 1944 y trató inútilmente de ser admitido en el Comité Nacional Rumano en el exilio. Vivió en España hasta su muerte en 1993.